# جوش وليامز
جوش وليامز (بالإنجليزية: Josh Williams)‏ (18 أبريل 1988 آكرون الولايات المتحدة - ) هو لاعب كرة قدم أمريكي يلعب كمدافع.

## وصلات خارجية
جوش وليامز على موقع الدوري الأمريكي (الإنجليزية)
- جوش وليامز على موقع قاعدة بيانات كرة القدم.إي يو (الإنجليزية)
- جوش وليامز على موقع Soccerbase.com (لاعب) (الإنجليزية)
- جوش وليامز على موقع Soccerway.com (الإنجليزية)
- جوش وليامز على موقع عالم كرة القدم.نت (الإنجليزية)
- جوش وليامز على موقع AS.com (الإسبانية)